# Битка на Беласици
Битка на Беласици одиграла се 29. јула 1014. године између Византијског и Бугарског царства. Део је византијско-бугарских ратова, а завршена је одлучном победом Византије. Битку описују византијски хроничари Јован Скилица и Кекавмен.
Бугари су, на челу са Самуилом, подигли су устанак 976. године против Византијске власти. Тада је на власти био Василије II који је владао од 976. до 1025. године. Победа Византије натерала је Самуила да побегне. Када му је Василије заробио његову војску (15.000 војника) свима је повадио очи, а сваком стотом извадио је само по једно око да би могли да их воде. Када их је Самуило видео, умро је на месту. Тада су Василија прозвали Бугароубица.

## Позадина
Византијско-бугарски сукоби датирају из 7. века, када су Бугари, под каном Аспарухом, успоставили државу дуж реке Дунав, у једној од провинција Византијског царства. Као резултат тога, бугарска држава приморана је да води низ ратова са Византијом како би обезбедила своје постојање.
Године 968. Бугарска је нападнута са севера од стране кијевског кнеза Свјатослава. До тог времена, Бугарско царство, које је некада угрожавало постојање Византије под владавином цара Симеона, изгубило је највећи део своје некадашње моћи. Током овог сукоба, Грци, који су такође били у рату са Бугарима, освајају бугарску престоницу Преслав 971. године. Овај рат резултирао је тиме да је бугарски цар Борис II присиљен у Цариграду да се одрекне царске титуле коју је понео његов деда Симеон, а велики делови Источне Бугарске падају под византијску власт. Том приликом основан је и Катепанат Рас на просторима Србије. Византинци су веровали да је то значило крај независне Бугарске, али су западне бугарске земље и даље остале ван њихове контроле. Отпор на овим просторима предводили су Комитопули, браћа Давид, Мојсије, Арон и Самуило, синови комеса Николе.
Када је византијски цар Василије II 976. године дошао на престо, главни циљ био му је сламање бугарског отпора. Супротставили су му се Бугари на западним деловима некадашњег Царства, предвођени Самуилом. Прва кампања Василија II била је неуспешна. Цар се једва спасао погибије када су Бугари 986. године уништили византијску војску у бици код Трајанових врата. Током наредних петнаест година, док је Василије био преокупиран побунама у сопственој држави и претњом Фатимида са истока, Самуило је повратио већину бугарских територија и пренео борбе на непријатељску територију. Међутим, његова инвазија на јужну Грчку, током које је допро до Коринта, довела је до великог пораза у бици на Спрехију 996. године. Следећа фаза рата отпочела је 1000. године, када је Василије, након што је осигурао своје позиције на истоку, покренуо низ напада на Бугаре. Он је успео да поврати Мезију, а 1003. године његове снаге заузеле су Видин. Следеће године, Василије је нанео тежак пораз Самуилу у бици код Скопља. До 1005. године Василије је повратио контролу над Тесалијом и деловима јужне Македоније. Током наредних неколико година Бугари прелазе у офанзиву, али не успевају да постигну значајнији успех нити да истерају Грке са територија које су освојили. Контранапад из 1009. године није успео; Бугари су поражени код Крете. Јован Скилица бележи да је "Василије настављао са нападима сваке године и тако ослабио Бугарску". Рат је кулминирао 1014. године када је Самуило одлучио да заустави византијску војску пре него што она продре у срце бугарске државе.

### Пред битку
Самуило је знао да ће византијска војска морати да прође кроз низ планинских прелаза, те је због тога предузео мере да их закрчи. Бугари су изградили јарке дуж границе и утврдили многе долине и пролазе са зидинама и кулама, посебно пролаз Клеидион (Кључ) на реци Струми, кроз који је Василије морао проћи. Самуило је снажно утврдио и северне падине планине Беласице, јужно и источно од свог двора у Струмици. Широка долина реке Струмице била је погодно место за напад и користиле су је византијске снаге у ту сврху и током претходних година. Бугари су оставили јаке снаге како би обезбедили пролаз. Поред тога, бугарски владар изабрао је Струмицу за одбрамбену базу јер се тај простор налазио на путу до Солуна који је водио преко Охрида.
Самуилова одлука да се суочи са Василијем и главнином његове војске у Клеидиону није била подстакнута само сталним поразима и инвазијама које су девастирале његову државу, већ и забринутошћу због губитка ауторитета међу племством, које је било веома ослабљено услед византијских кампања. На пример, 1005. године гувернер важне јадранске луке Драч предао је град Василију. Да би се суочио са Грцима, Самуило је окупио велику војску (по неким тврдњама, чак 45.000 људи). Василије се такође добро припремио окупљајући велику војску на чије чело је поставио најискусније команданте. Ту је био и гувернер Филипопоља (Пловдива), Нићифор Ксифија, који је 1001. године заузео бугарске престонице Плиску и Преслав.

## Битка
Византијска војска кретала се из Цариграда ка Комотини, Драми и Серу и стигла до кланца Рупел на реци Струми. Одатле је војска ушла у долину Струмице и стигла у околину села Кључ где се река савијала и приближавала Беласици и Ограждену. Тамо је војску зауставио велики дрвени зид кога су бранили бугарски војници. Византинци су одмах направили палисаду, али су били тешко одбијени са великим жртвама.
Као одговор на то, Самуило је послао велику војску, под командом једног од својих најспособнијих војсковођа, Несторицом, да нападне Грке јужно и скрене пажњу Василија од опсаде Кључа. Бугари под Несторицом стигли су пред зидине Солуна, али су византијске трупе, под командом Теофилакта Вотанијата, стратега Солуна и његовим сином Михаилом, успеле да се пробију изван градских зидина у крвавој бици. Теофилакт је заробио многе војнике и велику количину војне опреме и кренуо ка северу да помогне свом цару.
Први покушај Василија II да пробије блокаду пролаза завршен је неуспешно. Његова војска заустављена је у пролазу долином од стране 15 до 20.000 бугара. Упркос тешкоћама, Василије није одустао од напада. Наредио је свом генералу, Нићифору Ксифији, да маневрише са трупама око високе планине Беласице и окружи их, док је сам настављао да напада зид и тако им одвлачи пажњу. Ксифија је послао своје трупе стрмом стазом која их је одвела у позадину непријатеља. Ксифија је 29. јула напао стражаре, разбио их и присилио на предају. Бугари су напустили одбрану пролаза како би се суочили са Ксифијиним снагама. То је омогућило Василијев пробој фронта и уништење дрвеног зида.
У бици је убијено на хиљаде бугарских војника. Остатак је очајнички покушао побећи на запад. Самуило и његов син Гаврило Радомир одмах су кренули на исток из свог штаба у тврђави Струмици, како би помогли својој војсци, али су у очајничким борбама у близини села Мокријево (данашња Македонија), били преплављени непријатељским снагама које су брзо напредовале. Многи Бугари убијени су у Мокријеву, а многи су и заробљени. Сам Самуило једва је побегао, и то само захваљујући храбрости свога сина Гаврила Радомира који је посадио оца на свог коња и послао га у Прилеп. Из Прилепа, Самуило се вратио у Преспу, док је Гаврило Радомир кренуо према Струмици како би наставио борбу.

## Након битке
Након победе код Беласице, Василије II је кренуо према Струмици, која је била кључна за држање целе Вардарске долине. На путу до тврђаве, Византинци су заузели тврђаву Мацукион, источно од Струмице. Византијски цар је такође послао војску под Вотанијатом да опколи Струмицу и уништи све бедеме на југу и очисти пролаз до Солуна. Са остатком трупа, Василије је опколио град. Бугари су дозволили Вотанијату да уништи тврђаве, али су он и његова војска у заседи у уској долини разбијени. У бици која је уследила Вотанијат је потпуно поражен, а и сам је изгубио живот. Убио га је лично Гаврило Радомир, син бугарског цара, својим копљем. Као резултат овог пораза, Василије напушта опсаду Струмице и повлачи се. По речима кубикуларија Сергија, по повратку су Грци заузели Мелник приморавајући његове бранитеље да се предају. Био је то још један тежак ударац за Бугаре јер је град чувао главни пут ка Софији са југа.

### Заробљеници
Јован Скилица бележи да је Василије II потпуно уништио бугарску војску и заробио 15.000 војника, док их је према Кекавмену било 14.000. Међутим, савремени историчари, попут Васила Златарског, тврде да су ове бројке претеране. Бугарски превод Манасијеве хронике из 14. века броји 8000 заробљеника. Василије је поделио заробљенике у групе од по 100 људи. У свакој је потпуно ослепео 99 војника, док је оставио по једног заробљеника са једним оком, како би друге могао водити кућама. Овај чин био је освета за смрт Вотанијата, Василијевог омиљеног генерала и саветника. Због овог чина Василије II добио је свој надимак "Бугароубица" (грчки: λουλγαροκτονος). Самуило је умро од срчаног удара, 6. октобра 1014. године, наводно када је видео своју ослепљену војску.

## Последице
Погибија Вотанијата и још четири године колико је рат трајао показале су да византијски успех на Беласици није био потпун. Неки савремени историчари сумњају у речи Кекавмена и Скилице да су Византинци однели толико убедљиву победу. Други наглашавају да је смрт цара Самуила два месеца након битке била далеко кобнија по Бугарску од пораза у бици на Беласици. Његови наследници, Гаврило Радомир и Јован Владислав, нису били у стању да се ефикасно одупру нападима Василија, те је Самуилово царство дефинитивно поражено 1018. године. Те године је Јован Владислав погинуо у бици код Драча, а Бугарска постала провинција Византијског царства, што ће остати све до подизања устанка под вођством браће Асена 1185. године.
Резултат битке код Беласице јесте распад бугарске војске, од кога се Бугарска није могла обновити. Битка је утицала и на Србе и Хрвате, који су такође 1018. године били присиљени да прихвате врховну власт византијског цара. Границе Византијског царства поново су биле на Дунаву, први пут од 7. века, што је омогућило Византији да контролише цело Балканско полуострво од Дунава до Пелопонеза и од Јадранског до Црног мора.